# William Ryan
William J. Ryan, Jr. (20 settembre 1923 – Boston, 7 giugno 2002) è stato uno psicologo statunitense.
È noto soprattutto per gli studi sul fenomeno della colpevolizzazione della vittima (victim blaming). Ryan pubblicò gran parte dei risultati de propri studi su un libro dal titolo Blaming The Victim pubblicato per la prima volta nel 1971. Il lavoro di Ryan costituisce anche una confutazione al Rapporto Moynihan, il quale aveva attribuito la maggior parte della responsabilità riguardante la povertà delle persone afroamericane all'aumento delle famiglie monoparentali piuttosto che al razzismo e alla discriminazione verso questo gruppo sociale.

## Vita privata e carriera accademica

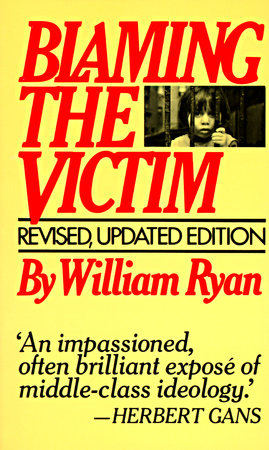
Blaming The Victim, William Ryan (1971)

Ryan è cresciuto a Everett, nel Massachusetts e dopo essersi unito all'Army Air Corps durante la seconda guerra mondiale, ha conseguito un dottorato di ricerca presso la Boston University nel 1958. Ryan ha lavorato sia presso la Yale School of Medicine che alla Harvard Medical School e dal 1969 al 1998 è stato professore di psicologia presso la Boston University.
Ryan sposò Phyllis Milgroom nel 1951 e visse a Newton, nel Massachusetts. Morì in un ospedale di Boston il 7 giugno 2002.